# Séniergues
Séniergues é uma comuna francesa na região administrativa de Occitânia, no departamento de Lot. Estende-se por uma área de 18,17 km². Em 2010 a comuna tinha 136 habitantes (densidade: 7,5 hab./km²).

## Geografia
O rio Céou nasce na comuna e faz parte da sua fronteira sul.